# 昂特河
昂特河（法語：Ante，法語發音：[ɑ̃t]）是法国诺曼底大区卡尔瓦多斯省的河流，是迪沃河的左支流，长21千米。